# Klapa s Mora
Klappa s Mora este o trupă muzicală din Croația compusă din șase membri care cântă muzică tradițională. Pe 11 februarie 2013 au fost aleși să reprezinte Croația la Concursul Muzical Eurovision 2013 în Suedia cu piesa Mižerja.

## Compoziția trupei
Tenor 1: Marko Škugor 

Tenor 2: Ante Galić 

Bariton: Nikša Antica 

Bariton: Leon Bataljaku 

Bas: Ivica Vlaić

Bas: Bojan Kavedžija